# Fulkó jeruzsálemi király
Fulkó jeruzsálemi király, előtte V. Fulkó anjoui gróf (latinul: Fulco, franciául: Foulques V d’Anjou; 1090 körül – Akkon, 1143. november 10.) frank nemes, 1109–1129 között Anjou és Touraine grófja, 1110–1129 között Maine társuralkodó grófja, 1131–1143 között Jeruzsálem társuralkodó királya.
Anjou grófjaként megszilárdította hatalmát országában: leverte az ellene felkelő bárókat, és 1110-ben uralmát házassági politikával kiterjesztette Maine grófságára. Az 1111-es normandiai lázadásban és az 1117-es normandiai örökösödési háborúban VI. Lajos francia király oldalára állt I. Henrik angol királlyal szemben, de mindkét alkalommal különbékét kötött az angol uralkodóval, amit gyermekeik eljegyzésével és összeházasításával pecsételtek meg. 1128-ban a fiúgyermek nélküli II. Balduin jeruzsálemi király felajánlotta neki elsőszülött leánya, Melisenda trónörökösnő kezét; a házasságnak köszönhetően 1131-ben Fulkó és Melisenda társuralkodókként léptek a jeruzsálemi trónra. Az 1132-es antiochiai–tripoliszi lázadás és a valamivel későbbi jaffai bárói felkelés elfojtásával a király biztosította hatalmát. 1135–1136 folyamán közreműködött az antiochiai régensi kérdés megoldásában, de a bizánci császár beavatkozásának nyomán a jeruzsálemi király hűbérúri mivolta névlegessé vált az északi keresztes fejedelemségek fölött. Miután 1137-ben elvesztette Montferrand várát Zangi moszuli uralkodóval szemben, 1140-ben szövetséget kötött a damaszkuszi régenssel a moszuliak ellen. Uralkodása alatt jelentős várépítések folytak a déli határon, valamint folytatódott az örökletes jeruzsálemi bárói réteg kiemelkedése és megerősödése. Halála után fia, III. Balduin jeruzsálemi király lépett örökébe Melisenda királynő társuralkodójaként.

## Élete

### Származása és ifjúkora
Anjou Fulkó 1090 körül, bizonyos források pontosítása alapján 1092-ben jött világra IV. Fulkó anjoui gróf (1043–1109) és Bertrade de Montfort (1070 k. – 1117) gyermekeként. Édesapjától megkülönböztetendő az ifjú (le Jeune) ragadványnevet kapta. IV. Fulkó grófnak ez legalább a harmadik házassága volt; második feleségétől született egy Gottfried nevű fia, akivel vélhetően társuralkodóként gyakorolta a hatalmat egy darabig, mielőtt 1106-ban, várostrom közben egy mérgezett nyíl kioltotta volna Gottfried gróf életét. Féltestvér bátyja halála után az ifjabb Fulkó lett a grófság örököse.
1092-ben, más források szerint 1093 pünkösdjén Bertrade de Montfort elhagyta a férjét, hogy I. Fülöp francia király feleségeként éljen. A lépés hatalmas botrányt kavart és egyházi kiközösítést vont a király fejére; az anjoui gróf azonban mindezek ellenére is hűséges maradt a francia uralkodóhoz. Bertrade de Montfort minden valószínűség szerint fiát is magával vitte második férjéhez, így Ifjú Fulkó a királyi udvarban nevelkedett, ahonnan bátyja halálát követően költözött apjához. Hazakísérésével IX. Vilmos aquitániai herceget bízták meg, akinek azonban határvitái voltak IV. Fulkóval, ezért fogságba ejtette az anjoui örököst, és elengedésének fejében a vitatott városok átadását követelte. Ifjú Fulkó mintegy egyévnyi raboskodás után szabadult az aquitániai fogságból.

### Magánélete
Anjou Fulkó zömök testalkatú, vörös hajú férfi volt. Nagy érdeklődést tanúsított a solymászat iránt, jeruzsálemi királyként külön törvényt hozott a sólymok védelmére. Türoszi Vilmos udvari történetíró beszámol rossz név- és arcmemóriájáról, mely miatt az uralkodónak túlságosan is bizalmasaira kellett hagyatkoznia, továbbá a krónikás felrója neki a barátokkal szembeni részrehajlást; de egyébiránt kedvező színben tünteti fel leírásában:
„Fulkó vörös volt, akárcsak Dávid […], de vörössége ellenére hűséges, nyájas, kedves, jóindulatú és könyörületes ember. A kegyesség gyakorlásában és az alamizsnaosztásban igen nagylelkű. Már azelőtt, hogy felkérték a királyság ügyeinek intézésére, hatalmas és befolyásos fejedelem volt test szerint, aki igen sikeresen kormányozta népét. Tapasztalt katona, a háborús ügyekben türelmes és bölcs. Testmagassága közepes […]”
Anjou Fulkó kétszer nősült. Első felesége Ermengarde du Maine (?–1126), I. Éliás maine-i gróf és Mathilde de Château-du-Loir leánya, aki saját jogán viselte a Maine grófnője és a Château-du-Loir úrnője (dame de Château-du-Loir) címeket. Ermengarde grófnő először Gottfried anjoui gróf jegyese volt; bátyja halála után Anjou Fulkó az édesanyja tanácsára vette feleségül a grófnőt. Annak dacára, hogy érdekházasságot kötöttek, a házaspár kapcsolata idővel szeretetteljessé vált. Négy gyermekük született:
- Aliz Matild (1110 k. – 1145), III. Vilmos normandiai herceg és angol trónörökös feleségeként Normandia hercegnéje, később a fontevraud-i apátság apátnője;
- Szibilla (1112–1165), I. Vilmos flamand gróf, majd később I. Thierry flamand gróf feleségeként Flandria grófnéja;
- Gottfried (1113–1151), Anjou grófja, a Plantagenêt-ház megalapítója;
- Éliás (1115 k. – 1151), Maine grófja.[* 3]

Második felesége Melisenda jeruzsálemi királyi hercegnő (1105–1161), a frank nemesi sorból származó II. Balduin jeruzsálemi király és az örmény Morfia melitenei úrnő elsőszülött gyermeke, a jeruzsálemi trón várományosa. Melisenda hercegnőt „nem bűvölte el” nála jóval idősebb férje; a házastársak viszonyára rányomta bélyegét a trónra lépésük után kirobbant felkelés és az, hogy a szóbeszéd szerint Melisenda királynő házasságtörő viszonyt folytatott másodfokú unokatestvérével. A pár 1136 előtt kibékült; s férje halála után Melisenda királynő őszintén meggyászolta őt. A szentföldi keresztes művészet egyik remekművének számító zsoltároskönyv valószínűsíthetően Fulkó király megrendelésére készült, engesztelési ajándékul feleségének. A házaspárnak két fia született; mindkettejükből jeruzsálemi király lett:
- Balduin (1130–1163), apja halála után jeruzsálemi társuralkodó király édesanyjával;
- Amalrik (1136–1174), gyermektelen bátyja örököse és utódja.

## Uralkodása

### Anjou grófjaként
IV. Fulkó gróf 1109. április 14-én hunyt el; örökébe egyetlen életben maradt fia lépett V. Fulkó néven. Az utódláshoz a francia király is beleegyezését adta: még IV. Fulkó halála előtt, 1106-ban elismerte mostohafiát Anjou leendő grófjának, ugyanekkor pedig a grófi örökös is elismerte, hogy uradalmát a királytól kapja. Belpolitikáját illetően az ifjú gróf hatalma megszilárdításán és a lázadozó nagyurak letörésén fáradozott: ennek részletes menete és módja nem ismeretes, annyi tudható, hogy 1109 körül elfoglalta Doue-t és L’Île-Bouchard-t, 1112-ben Brissac várát ostromolta meg, és körülbelül ugyanekkor hódoltatta meg I. Eschivard de Preuilly bárót. 1118-ban Montbazon bevétele után fojtott el egy felkelést; 1123-ban Doue nagyurának lázadásával kellett megküzdenie; a következő évben kilenchetes ostrom eredményeként bevette Montreuil-Bellay várát. Fejedelemként pártfogásába vette Robert d’Arbrissel vándorprédikátort és az általa alapított fontevraud-i apátságot. Ez kettős, nőknek és férfiaknak egyaránt otthont adó kolostor volt – erre a rendszerre Anjoun kívül nem néztek jó szemmel, V. Fulkó azonban anyagilag is támogatta az intézményt, új épületekkel bővítette. Gyermekei közül Szibilla és Gottfried szintén pártfogolták az apátságot, míg Matild leánya ott lett apátnő.

Franciaország 1154-ben. Sötétbordó szín jelöli az Anjou Fulkó uralta területeket

V. Fulkó gróf külpolitikáját eleinte anyai nagybátyja, III. Amaury de Montfort befolyása határozta meg. Az 1108-ban trónra lépő VI. Lajos francia király célja a királyi hatalom megerősítése volt a hűbérurak rovására, ezenközben azonban óhatatlanul szembekerült a normandiai birtokokkal rendelkező I. Henrik angol királlyal. VI. Lajos király tanácsadójaként III. Amaury de Montfort úgy kísérelte meg a francia koronához kötni Anjou grófságát, hogy az angol uralkodó ellen fordította unokaöccsét. Édesanyja tanácsára V. Fulkó 1110-ben összeházasodott elhunyt bátyja jegyesével, Ermengarde du Maine-nel, I. Éliás maine-i gróf leányával és a grófság örökösnőjével. Maine grófja az angol király hűbérese volt, de amikor 1110. július 10-én I. Éliás meghalt, a grófi címet a felesége révén megszerző V. Fulkó megtagadta az angol uralkodó előtti hódolást, és helyette a francia udvarral lépett szövetségre. Ámbár Maine ilyenképpen Anjou kézbe került, V. Fulkó nem olvasztotta egybe a két fejedelemséget, Maine-t az ottani hagyományokat szem előtt tartva, Anjoutól elkülönülten kormányozta.
Az Anjou, valamint a francia udvar pártfogását élvező normann nagyurak 1111-ben nyílt háborúba kezdtek az angol királlyal: V. Fulkó vezető szerepet vállalt a viszályban; angol részről pedig személyesen a király érkezett a kontinensre, hogy helyreállítsa a rendet. I. Henrik sikeresen maga mellé állította a legnagyobb maine-i bárókat, valamint elfogatta árulónak megbélyegzett hűbéresét, az ellene szervezkedő II. Robert de Bellême-et. Anjou grófjának helyzetét nehezítette, hogy 1112-ben felkelés robbant ki országában: ennek jellegéről – hűbéres bárók lázongása avagy a várospolgárok engedetlensége – keveset tudni; arra mindenesetre nincsen egyértelmű bizonyíték, hogy ellensége szerepet játszott volna benne. V. Fulkó gróf és VI. Lajos király béketárgyalásokat kezdeményeztek az angolokkal. V. Fulkó és I. Henrik 1113 elején találkoztak Alençon közelében, megállapodásuk eredményeként V. Fulkó Maine grófjaként meghódolt az angol uralkodó előtt, és segédkezett a továbbra is ellenálló Bellême várának legyőzésében. A békét családi kötelékkel erősítették meg: V. Fulkó újszülött leányát eljegyezték az angol király fiával, Vilmos Adelin herceggel.
1117-ben újabb szövetség formálódott az angol király ellenében: VI. Lajos francia király, V. Fulkó gróf és VII. Balduin flamand gróf ezúttal Clito Vilmos normandiai örökös ügyét karolták fel, akit szerintük nagybátyja, I. Henrik jogtalanul semmizett ki atyai jussából. A háború a következő év nyarán tört ki, s Anjou grófjának hozott sikereket: júliusban megostromolta La Motte Gautier-de-Clinchamp várát, melynek védői nyolc nap után megadták magukat a grófnak. Decemberben Alençon polgárai fellázadtak a várost az angol király megbízásából kormányzó Blois-i István ellen: hívásukra V. Fulkó gróf az éjszaka leple alatt bevonult a városba és elfoglalta azt, majd ostrom alá vette a várat. Az angol uralkodó felmentősereget vezetett a város megmentésére, csapatait azonban V. Fulkó gróf legyőzte, ezután pedig a várvédők is megadták magukat. Alençon ilyenképp az anjoui gróf kezébe került. Miután több normandiai nagyúr is elpártolt tőle, I. Henrik békekötést kezdeményezett az anjoui gróffal az ellenséges szövetség megbontására: az angol udvar jelentős összeget fizetett a grófnak. Az egyezményt 1119 júniusában Vilmos Adelin herceg és Aliz Matild grófkisasszony házasságkötése szentesítette. V. Fulkó lemondott az alençoni birtokokról azzal a feltétellel, hogy az angol uralkodó átengedi azokat a jogos örökösnek, Talvas Vilmosnak, Ponthieu grófjának.

#### A szentföldi zarándoklat és a normandiai trónviszály
A békét kihasználva V. Fulkó gróf szentföldi zarándoklatra indult: 1120. április 25-én jelen volt a Le Mans-i katedrális felszentelésén, néhány nappal később hagyta el Anjout. Szentföldi tartózkodása során megismerkedett II. Balduin jeruzsálemi királlyal, valamint a templomos lovagrenddel, amelyhez pártoló tagként maga is csatlakozott. Türoszi Vilmos jeruzsálemi udvari történetíró tanúsága szerint a gróf megnyerte magának a jeruzsálemi király és a bárók rokonszenvét. Hazatérésének időpontja bizonytalan: lehetőségként merül fel a következő év ősze; Josèphe Chartrou történész viszont egy 1121. január 29. keletű oklevél alapján, melyet a gróf jelenlétében írtak alá, ezen időpont elé teszi érkezését. Hans Eberhard Mayer rámutat arra, hogy a kérdéses oklevél aláírásakor jelen volt II. Kallixtusz pápa is, az ő anjoui látogatásának időpontja viszont nem esik egybe az 1121-es dátummal. V. Fulkó hazatérése után anyagilag támogatta a keresztesek ügyét: Türoszi Vilmos tudomása szerint száz lovag ellátását és minden egyéb költségét finanszírozta egy esztendőn keresztül, Orderic Vitalis a templomosoknak felajánlott évi harminc livre összegű juttatásról tud.
A gróf szentföldi útja alatt grófságait és uradalmait felesége igazgatta; a kényes helyzetre való tekintettel V. Fulkó távozása előtt újfent elismerte az angol király hűbérúri státusát Maine tartománya fölött. Malmesburyi Vilmos krónikája alapján a grófságot vélhetően az angol király fiának és egyben vejének, Vilmos Adelin hercegnek szánta örökségül arra az esetre, ha nem térne vissza a zarándoklatról, ily módon vetve véget a terület feletti vitának. Vilmos Adelin herceg 1120. november 25-én hajótörést szenvedett a normandiai partoknál; halála káoszhoz és trónöröklési harcokhoz vezetett. V. Fulkó gróf veje halála után visszahívta udvarába özvegyen maradt leányát, I. Henrik király azonban csak hosszas vonakodás után engedte haza a menyét szüleihez, hozományát pedig egyáltalán nem fizette vissza a grófnak. A Maine grófságát illetően kötött örökösödési egyezmény a herceg halálával semmissé lett; ezért V. Fulkó gróf anyai nagybátyja és a francia király szorgalmazására Clito Vilmos normandiai hercegnek, I. Henrik unokaöccsének és a trónöröklési viszály főszereplőjének ajánlotta fel a grófságot második lánya, Szibilla grófkisasszony kezével egyetemben. I. Henrik király közbenjárására 1124 augusztusában a pápa közeli rokonságra hivatkozva felbontotta a házasságot, ezáltal gyengítve Clito Vilmos trónöröklési esélyeit. Az angol uralkodó ekkor már egyetlen életben maradt törvényes gyermeke, a megözvegyült Matild német-római császárné öröklési jogának elismertetésén fáradozott. Ennek érdekében, valamint a Maine feletti uralom kérdésének megoldására házassági ajánlatot tett: Matild hercegnőt feleségül adta V. Fulkó gróf elsőszülött fiához, Gottfriedhez. Az esküvőt 1128. június 17-én tartották Le Mans város katedrálisában.
1124-ben V. Henrik német-római császár támadást tervezett Franciaország ellen; VI. Lajos király a hadi taktika megvitatására Reimsbe hívta az ország főurait, többek között Anjou, Blois, Troyes és Nevers grófját, valamint Aquitania és Burgundia hercegét. A fejedelmek seregüket felvonultatva eleget tettek a király felszólításának – gyülekezőjük láttán a német-római császár elállt az invázió gondolatától.

#### A jeruzsálemi házassági ajánlat

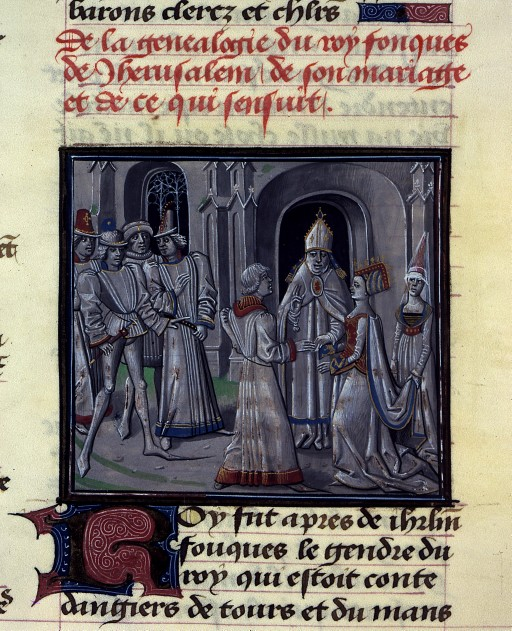
V. Fulkó anjoui gróf és Melisenda jeruzsálemi trónörökösnő esküvője (15. századi ábrázolás)

1127 végén vagy 1128 elején II. Balduin jeruzsálemi király követséget küldött Franciaországba. A küldöttséget a jeruzsálemi király két fontos vazallusa, I. Brisebarre Guidó, Bejrút ura és I. Vilmos galileai herceg vezette; feladatuk az volt, hogy férjet találjanak uruk legidősebb lányának, Melisenda jeruzsálemi hercegnőnek. II. Balduin jeruzsálemi király ugyanis fiúgyermek híján elsőszülött lányára és annak jövendőbelijére szándékozott hagyni a trónt. A követség 1128 tavaszán érkezett meg Anjouba, miután látogatást tettek a francia királyi udvarban, és meghallgatták a francia uralkodó véleményét. V. Fulkó gróf ekkor özvegyember volt, felesége 1126 folyamán halt meg; személye mellett szólt, hogy előkelő és vagyonos családból származott, harminchat-harmincnyolc évesen érett férfi, tapasztalt uralkodó és katona volt, emellett járt már a Szentföldön és személyes ismertségben állt a jeruzsálemi királlyal és a bárókkal.
V. Fulkó gróf tárgyalásokba bocsátkozott a küldöttséggel. 1128. május 31-én felvette a keresztet, ez azonban csak annak jelzéseként szolgált, hogy a tárgyalások kedvező kimenetele esetén hajlandó elutazni a Szentföldre. Leánya kezével együtt II. Balduin király Akkont és Türoszt – a királyság gazdaságában kulcsszerepet játszó városokat – ígérte az anjoui grófnak; és annak biztosítékaként, hogy halála után a bárók ne vonják kétségbe Melisenda hercegnő trónöröklési jogát és igényét, a király – Hans Eberhard Mayer történész véleménye szerint V. Fulkó szorgalmazására – hivatalosan is utódjaként (heres regni) nevezte meg a hercegnőt. V. Fulkó gróf és Melisenda hercegnő házasságát II. Honoriusz pápa is támogatta: 1128. május 28-i keletű levelében az egyházfő az anjoui grófot ajánlja a jeruzsálemi uralkodó figyelmébe a Jeruzsálemi Királyság és a keresztény egyház megvédésének céljából. Türoszi Vilmos krónikájában megjegyzi, hogy a jeruzsálemi egyházi és világi urak egyhangúlag javasolták a grófot királyuknak.
A gróf és a jeruzsálemi udvar körülbelül egy év után jutottak megállapodásra. V. Fulkó gróf azzal fogadta el az ajánlatot, hogy Melisenda hercegnő férjeként jeruzsálemi király lesz apósa halála után; II. Balduin király pedig ígéretet tett arra, hogy a gróf érkezésétől számított ötven napon belül sort kerítenek a menyegzőre. V. Fulkó 1129 márciusának környékén indult el a Szentföldre; utazását hűbérúrként a francia uralkodó engedélyezte. Anjou és Maine grófságát legidősebb fiának, Gottfriednek adta át, noha saját grófi címéről hivatalosan nem mondott le. Hajója május végén kötött ki Akkonban. Esküvőjére a jeruzsálemi hercegnővel néhány nappal megérkezése után, még 1129. június 2. előtt sor került.

### Jeruzsálem királyaként
A jeruzsálemi trónörökös hercegnő férjeként Fulkó gróf ténylegesen szerepet vállalt a kormányzásban apósa mellett. Részt vett az 1129. novemberi, kudarccal végződött kísérletben Damaszkusz meghódítására; valamint 1130-ban apósával együtt sietett Antiochiába a II. Bohemund antiochiai fejedelem halálát követően kialakult öröklési bonyodalom rendezésére.
II. Balduin jeruzsálemi király 1131. augusztus 21-én hunyt el. Halála előtt a színe elé rendelte vejét, lányát és kettejük gyermekét, az ekkor egyesztendős Balduin herceget. A jeruzsálemi pátriárka és egyéb főpapok, illetve a királyság nemeseinek jelenlétében a király rájuk bízta országát. Balduin herceg megnevezése örökösként azért lényeges, mert II. Balduin király így próbálta biztosítani, hogy Melisenda gyermeke révén a trón az ő leszármazottjaié legyen, és ne kerülhessen Fulkó gróf korábbi házasságából származó utódjaihoz. A jeruzsálemi bárók „gondolkodás nélkül” elfogadták az anjoui grófot uralkodójuknak. Fulkót és Melisendát szeptember 14-én szentelte és kente fel, majd koronázta meg a jeruzsálemi Szent Sír-templomban a jeruzsálemi pátriárka.
Az uralkodóváltás lehetőséget teremtett a régóta önállóságra törekvő északi keresztes frank fejedelmeknek, hogy fellépjenek a jeruzsálemi király hűbérúri mivolta és fennhatósága ellen. A zendülőket II. Balduin király második leánya, az özvegy Aliz antiochiai fejedelemasszony vezette, aki kiskorú gyermekét félreállítva magának akarta megszerezni az Antiochia feletti uralmat. 1132 nyarára a fejedelemasszony maga mögött tudta a tripoliszi és az edesszai grófot, valamint a fejedelemség déli vidékén élő legnagyobb bárókat. A fejedelemasszony ellenzői azonban értesítették a tervről Fulkó királyt, aki haladéktalanul elindult seregével Antiochiába; minthogy a tripoliszi gróf nem engedélyezte a hadsereg áthaladását birtokain, az utat tengeren kellett megtenni. Chastel Rouge mellett a jeruzsálemi király legyőzte a tripoliszi gróf vezette lázadókat. Ellenfeleit nem büntette meg: az ütközetben elfogott katonákat szabadon engedte, sógornője latakiai özvegyi birtokán maradhatott, az antiochiai báróknak és a két keresztes fejedelemnek – akik közül az edesszai gróf nem harcolt a csatában – megbocsátott. Nem bizonyos, hogy a két gróf letette-e a hűségesküt a királynak. A béke megszilárdításának érdekében a király hosszasan időzött Antiochiában, továbbá magára vállalta a fejedelemség régensségét, noha a közvetlen irányításért Mazoir Rajnald antiochiai fővezér felelt.

#### A jaffai lázadás
Az antiochiai lázadást követően a királyságot újabb belviszály osztotta meg: az egyik oldalon a király, a másikon az II. Hugó jaffai gróf vezette csoport állt, melynek tagja volt Oultrejourdain valamikori ura, Romain du Puy is. Jaffa grófja a néhai II. Balduin király unokaöccse, Melisenda királynő másodfokú unokatestvére volt. Türoszi Vilmos történetíró azt állítja, a gróf és a király ellenségeskedésének oka nem ismert, mindazonáltal beszámol arról, hogy az udvar a szájára vette a királynőt és a grófot. Utóbbi ellenfelei – kiváltképp a gróf mostohafia, Garnier Valter – tudatosan táplálták Fulkó király gyanakvását. Orderic Vitalis krónikás arra vezeti vissza a konfliktust, hogy Fulkó király elmozdította a királyság régi nagyurait és nemeseit a posztjukról, majd saját embereit ültette a helyükre.
A helyzet odáig fajult, hogy Garnier Valter a király ellen forralt összeesküvéssel vádolta meg a jaffai grófot, és kihívta őt párbajra. II. Hugó nem jelent meg a kitűzött napon; távollétében a királyi tanács bűnösnek találta. Büntetésként a grófot megfosztották birtokaitól. Az ítélet elől II. Hugó Aszkalonba menekült az egyiptomiakhoz, akik sereget adtak neki. Fátimida csapata élén II. Hugó gróf a Jaffa környéki síkság pusztításába fogott; az egyiptomiak egészen Arszúfig behatoltak a királyságba. A gróf árulása láttán vazallusai és legfontosabb embere, Bariszan jaffai főparancsnok elpártoltak tőle. Fulkó király legyőzte a szaracénokat, majd a jeruzsálemi sereg élén Jaffa alá vonult, hogy erőszakkal vegye el a várost a lázadó gróftól.
II. Hugót elhagyták egyiptomi szövetségesei. Fulkó király kész volt megostromolni Jaffát, a jeruzsálemi pátriárka közbenjárására azonban a jaffai gróf letette a fegyvert, és harc nélkül feladta a várost. Szintén a pátriárkának köszönhetően Fulkó király nem rótt ki szigorú büntetést: a grófot három év száműzetésre ítélte azzal, hogy a megszabott idő leteltével visszakaphatja birtokait. Ez enyhébb büntetés volt az eredetileg kiszabott birtokelkobzásnál, a gróf hiába tetézte közben bűneit azzal, hogy az ellenséggel szövetkezett. Elutazása előtt azonban egy breton lovag megkéselte a jaffai grófot. A királyra terelődött a gyanú, hogy ő bérelte fel a lovagot riválisa megölésére; Fulkó király azonban „gyorsan és megfontoltan cselekedett”: a breton lovagot bíróság elé állíttatta, ahol halálra ítélték. A lovag a bíróság előtt, majd a nyilvános kivégzésen megismételt vallomásával tisztázta a királyt a jaffai gróf elleni merénylet vádja alól. A sebesüléséből felépülő Hugó gróf itáliai száműzetésbe vonult, de még a kiszabott hároméves időtartamon belül meghalt, jaffai birtokai így véglegesen a jeruzsálemi koronához kerültek.
A gróffal történtek után a király és legfőbb emberei hónapokon keresztül féltették az életüket a mélységesen felháborodott Melisenda királynőtől és híveitől. A házastársak második fiuk, Amalrik herceg 1136-os születése előtt békültek ki; és Türoszi Vilmos szerint ezután a király „semmibe, még apró-cseprő ügyekbe sem fogott bele anélkül, hogy arról [a királynőnek] ne lett volna tudomása”. Hans Eberhard Mayer történész ebből arra következtet, hogy Fulkó király társuralkodó felesége nélkül, egymaga próbált uralkodni, és az húzódott tényleges okként a jeruzsálemi udvar kettészakadása és a jaffai gróf engedetlensége mögött, hogy Melisenda hívei nem nyugodtak bele a királynő félreállításába. Mayer megjegyzi, hogy a grófot a nemesség jelentős része támogatta, és „[…] vazallusai meg voltak győződve ügyének igazáról, mert kitartottak mellette mindaddig, míg el nem követte azt a végzetes hibát, hogy a szaracénokkal szövetkezett.” Feltételezése mellett szól, hogy a közvélemény, illetve a jeruzsálemi pátriárka vezetésével az egyház is Melisenda királynő pártját fogta, ami a királynő házasságtörése esetében nehezen lenne elképzelhető. Mayer, továbbá Alan V. Murray és Malcolm Barber történészek is rámutattak, hogy a Melisenda hűtlenségéről terjesztett pletyka alapot szolgáltathatott volna az asszony eltaszítására és zárdába kényszerítésére, valamint Balduin királyfi származásának, ebből kifolyólag pedig trónöröklési jogának kétségbe vonására. A királynő érdekeit védelmébe vevő csoport élére legközelebbi férfi rokona, II. Hugó jaffai gróf állt. Nyomásukra Fulkó király kénytelen volt meghátrálni: az általa jeruzsálemi királyként kibocsátott okleveleken rendre feltüntették, hogy azok Melisenda királynő, 1138-tól fogva pedig Melisenda királynő és Balduin királyfi beleegyezésével íródtak.
A jaffai felkelés datálása bizonytalan. Türoszi Vilmos összeköti azzal, hogy a keresztes fősereg lekötöttségét kihasználva a damaszkuszi atabég egy meglepetésszerű támadás eredményeként elfoglalta a bánjászi erődöt: ez az arab feljegyzések szerint 1132. december 11-én történt, miután novemberben a damaszkusziakhoz eljutott annak híre, hogy a frankok között szokatlanul nagy a széthúzás. Hans Eberhard Mayer történész véleménye szerint az arab történetírók ezalatt nem a jaffai grófot övező eseményekre, hanem az antiochiai–tripoliszi lázadásra utaltak, mivel 1133-ban II. Hugó mint jaffai gróf bocsátott ki oklevelet, és ekkor még mellette voltak olyan, fontos vazallusai, akik árulása után a király oldalára álltak. Ennek fényében Mayer a jaffai eseményeket 1134 második felére teszi.

#### Az északi fennhatóság kérdése
1133 tavaszán a Zangi moszuli atabég megbízásából uralkodó Szauar aleppói kormányzó támadást készített elő Antiochia ellen. Fulkó jeruzsálemi király az antiochiaiak segítségkérésére megindult seregével északra; Szidónban találkozott a tripoliszi grófnéval, akitől megtudta, hogy a türkmének betörtek a grófság területére, szétverték az ellenük vonuló Pons tripoliszi gróf seregét, majd belefogtak Montferrand ostromába. A jeruzsálemiek Montferrand felmentésére indultak; jövetelük hírére a muszlimok visszavonultak. A közjáték helyreállította a szívélyes viszonyt a tripoliszi gróf és a jeruzsálemi király között.
Antiochiába érvén a király néhány napnyi várakozás után éjjel, meglepetésszerűen csapott le Szauar aleppói kormányzó kannaszríni táborára. A muszlimok több frank különítményt megsemmisítettek, de végül meghátrálásra kényszerültek a keresztesek elől. Fulkó király nyáron tért vissza a fővárosba; távozása után a muszlimok újrakezdték portyázásaikat a keresztes területeken. A muszlim uralkodókat ebben és a következő évben belharcok és trónviszályok kötötték le, ezért a határ menti összecsapásoktól eltekintve nem indítottak jelentősebb hadjáratot a keresztes államok ellen. 1135-ben a moszuli atabég gyors támadással megszerzett négy keresztes határerődöt, de ügyei a siker kiaknázása előtt visszaszólították Moszulba.
Az erődök elvesztése, valamint Bernát antiochiai pátriárka 1135 nyarán bekövetkezett halála miatt Fulkó király augusztusban ismét Antiochiába utazott. Noha hivatalosan a király viselte az antiochiai régensi címet, nevében a pátriárka látta el a kormányzási feladatokat. Bernát pátriárka halála után utódja, Domfront-i Radulf tárgyalásokat kezdeményezett Aliz özvegy fejedelemnével. Melisenda királynő közbenjárására a király engedélyezte sógornője visszatérését a városba, így a fejedelemség fölötti tényleges hatalom a pátriárka és az özvegy fejedelemasszony kezébe került. Aliz fejedelemné év végén felajánlotta lánya, a kiskorú Konstancia fejedelemnő kezét Manuél Komnénosz bizánci császári hercegnek. A bizánci fennhatóságot félő antiochiai frank nemesség erre újfent a jeruzsálemi uralkodóhoz fordult. Fulkó király a legnagyobb titokban Raymond de Poitiers-nek, IX. Vilmos aquitániai herceg második fiának ajánlotta fel unokahúga kezét. Raymond de Poitiers 1136 áprilisában kötött ki Antiochiában; hűségeskü fejében megnyerte Radulf pátriárka támogatását, majd Aliz fejedelemasszonyt kijátszva feleségül vette a gyermek Konstancia fejedelemnőt. Személyében a fejedelemségnek felnőtt férfi társuralkodója lett, aki ellen az özvegy fejedelemasszony semmilyen jogalapon nem léphetett fel. Aliz fejedelemné laodiceai birtokára vonult vissza.
1137 nyarán Zangi moszuli atabég ostrom alá vette Montferrand várát. A márciusban elhunyt Pons tripoliszi gróf fia és utódja, II. Rajmund üzenetére Fulkó király lovagjai élén csatlakozott a Montferrand megsegítésére készülő tripoliszi csapatokhoz. Erőltetett menetben megkerülték a Montferrand környéki hegyeket; a kimerült seregre a muszlimok megsemmisítő vereséget mértek. II. Rajmund gróf fogságba esett, Fulkó királynak viszont testőrségével sikerült bemenekülnie a várba, ahonnan küldöncöt menesztett a jeruzsálemi pátriárkához, az antiochiai fejedelemhez és az edesszai grófhoz. Mindhárman reagáltak a király üzenetére: a rendelkezésükre álló haderőt július végére a Bukaja-völgynél vonták össze. A muszlimok ostromzára eddigre „elvágta a külvilággal való érintkezés minden lehetőségét, semmilyen hír nem juthatott se ki, se be. Oly szigorú volt az utak ellenőrzése, hogy az ostromlottaknak fogalmuk sem lehetett róla, mi történik országukban.” Fulkó király nem tudott a felmentő sereg közeledéséről, az erőd élelmiszerkészletei pedig kimerültek, ezért tárgyalásokba bocsátkozott a szaracénokkal. Zangi atabég a stratégiailag fontos Montferrand várának feladását és ötvenezer dinár hadisarc kifizetését kérte, cserébe háborítatlan elvonulást és a foglyok szabadon engedését kínálta. Fulkó király elfogadta a feltételeket, katonáival és II. Rajmund tripoliszi gróffal együtt sértetlenül távozhatott; a keresztes felmentő seregről akkor szerzett csak tudomást, amikor Bukajánál találkozott velük.
1137. augusztus 29-én, mialatt az antiochiai fejedelem a Fulkó király megmentésére szervezett akcióban vett részt, II. Ióannész bizánci császár letáborozott Antiochia alatt a seregével, és belefogott a város ostromába. A visszaérkező Rajmund fejedelem tárgyalni kezdett a bizánciakkal. Amikor a császár feltétel nélküli megadást követelt, az antiochiai fejedelem kikérte hűbérura, a jeruzsálemi uralkodó álláspontját is. Fulkó király felelete így szólt:
„Mind jól tudjuk, és elődeink is azt tanították nekünk, hogy Antiókhia a konstantinápolyi császárság birtoka volt egészen addig, amíg a törökök el nem vették a császártól. A törökök tizennégy évig tartották a várost, s azt is tudjuk, hogy a császár joggal hivatkozik az őseinkkel kötött szerződésekre. Tagadhatjuk-e hát az igazságot, s szembeszállhatunk-e azzal, ami jogos?”
Steven Runciman történész azt tételezi fel a király válasza mögött, hogy Fulkó király belátta: a szentföldi keresztények legfőbb ellensége Zangi moszuli atabég, és „nem akarta magára haragítani az egyetlen keresztény hatalmat, amely képes volt megfékezni a muszlimokat.” Emellett az első keresztes hadjárat vezetői hűségesküt tettek II. Ióannész császár elődjének és apjának, I. Alexiosznak, egyben megígérték, hogy a meghódított területek a bizánci uralkodót illetik. Rajmund fejedelem hűbérura válaszának fényében letette a hűségesküt a bizánci császárnak; megállapodásuk szerint ha a bizánciak visszahódítják Aleppót és a szomszédos településeket, az antiochiai fejedelem ezekért cserébe átadja városát Bizáncnak.
1142-ben II. Ióannész császár visszatért Kilikiába. Eredmény nélkül szólította fel az antiochiai fejedelmet a város átadására; valamint követek útján jelezte a jeruzsálemi királynak, hogy seregével szeretné felkeresni a palesztinai szent helyeket, és egyúttal Jeruzsálemben óhajt tárgyalni Fulkó királlyal a muszlimok elleni közös katonai akciókról. A király tartott a császári sereg bevonulásától és attól, hogy segítségnyújtása fejében a bizánci császár fennhatóságának elismerését követeli majd tőle, ezért azt üzente a császárnak, hogy Jeruzsálemnek nincs elég tartaléka a bizánci had ellátmányozására, de egyszerű zarándokként, kíséret nélkül szívesen fogadja a bizánci császárt udvarában. II. Ióannész császár ennyiben hagyta az ügyet; a következő évben bekövetkezett halála miatt a bizánciak figyelme elterelődött az antiochiai kérdésről.

#### A damaszkuszi szövetség; várépítések
1139 nyarán Fulkó király és I. Thierry flamand gróf, a király első házasságából született Szibilla nevű leányának férje megszállták Gileádot, valamint elfoglaltak egy Adzslún közeli kis várat. A király igyekezett kihasználni, hogy a moszuli és a damaszkuszi muszlim vezetők egymás ellen fordultak a Homsz és Baalbek megszerzéséért folytatott viszálykodásban. Zangi moszuli atabég ostrom alá vette Damaszkuszt, mire a város régense, Muín ad-Dín Unur mameluk a keresztesek között keresett szövetségest. A damaszkusziak már korábban, 1138-ban felvették a kapcsolatot a jeruzsálemi udvarral a moszuliak elleni összefogás reményében; a megállapodás feltételeit azonban csak 1140-re dolgozták ki: eszerint a frankok elűzik a moszuli csapatokat Damaszkusz alól, Muín ad-Dín Unur húszezer aranyat fizet nekik a hadművelet költségének fedezésére, továbbá a damaszkusziak és a jeruzsálemiek közös vállalkozást indítanak Bánjász ellen, és amennyiben beveszik a várat, úgy az a kereszteseket illeti. A damaszkusziak a város előkelőinek családjából származó túszokkal garantálták, hogy betartják a feltételeket.
A keresztesek 1140 áprilisában indultak meg Galilea felé; Zangi moszuli atabég nem kockáztathatta meg, hogy seregével két tűz közé kerül a jeruzsálemiek és damaszkusziak között, ezért visszavonult Baalbekbe. A szövetségi szerződésben foglaltaknak megfelelően a damaszkuszi–jeruzsálemi csapatok, antiochiai egységekkel kiegészülve, Bánjász ellen vonultak. A vár védői néhány nap után kapituláltak; a város újra keresztes kézre került. Muín ad-Dín Unur ezután körutazást tett a keresztes királyságban, ellátogatott Akkonba, Haifába és Jeruzsálembe. A damaszkuszi régenshez hasonlóan Fulkó király is gesztusértékű jelzéssel fejezte ki abbéli szándékát, hogy meg akarja őrizni a kialakult jó viszonyt: amikor hírét vette, hogy a bánjászi kormányzó a környékbeli muszlimok nyáját tizedeli, a portyák abbahagyására és az áldozatok kártalanítására kötelezte a kormányzót.
A fátimida kézen lévő Aszkalon ellensúlyozására, és az onnan induló hadjáratok megfékezésére Fulkó király 1136-ban várépítésbe fogott a déli határon: ekkor épült fel Ibelin – melynek urai a királyság egyik legjelentősebb nemesi családjává váltak –, valamint Blanchegarde és Bethgibelin erődje; utóbbi az ispotályos lovagrend birtokába került. E váraknak köszönhetően Aszkalon többé nem jelentett súlyos fenyegetést Jeruzsálemre. Beaufort várának építése vélhetően 1139-re tehető, miután a király Szidón urának adományozta a muszlimoktól elhódított területet. Paganus egykori pohárnokmester, a transzjordániai vidék ura 1142-ben kapott engedélyt az uralkodótól Kerak várának felépítésére a Holt-tengertől keletre; az erődítmény az I. Balduin király által létesített Montréallal és a Mózes-völgyi erőddel együtt lehetővé tette a környék, illetve az Egyiptomból és Nyugat-Arábiából Szíriába vezető utak ellenőrzését. A Jaffát Jeruzsálemmel összekötő út biztonságát szolgálta Chastel Ernaut felépítése: az út a főváros élelmiszer-ellátásában töltött be fontos szerepet, de rendszeresek voltak a rablótámadások. Vilmos jeruzsálemi pátriárka 1133-ban szervezett hadjáratot a banditák ellen, majd Bajt Núba mellett, Chastel Ernaut néven várat emeltetett az útvonal ellenőrzésére.

#### Belpolitika
Keveset lehet tudni a királyság belügyeiről Fulkó király uralkodásának második felében. A király regnálása alatt folytatódott a jeruzsálemi bárói réteg formálódása és megerősödése: a folyamat már II. Balduin király idejében megkezdődött, amikor a hűbérbirtokok elkezdtek örökletessé válni, de az új társadalmi réteg léte és ereje Fulkó király uralkodása alatt, a jaffai lázadásban mutatkozott meg először. A felkelést követően a jeruzsálemi nemesek hűségesek maradtak a koronához; és annak ellenére, hogy a jaffai ellenségeskedésben az egyház a királynő pártját fogta, Fulkó király az egyházzal és a jeruzsálemi pátriárkával is jó kapcsolatot ápolt. Messines-i Vilmos jeruzsálemi pátriárka kitüntetett posztot töltött be a király oldalán: ő simította el az ellentéteket a jaffai gróffal, s a lázadás után az egyik fő tanácsadóvá lépett elő. A király az egyházfi jelenlétében adományozta a várakat, a pátriárka aláírása szerepel csaknem valamennyi királyi oklevélen, emellett Messines-i Vilmos részt vett az 1137-es montferrand-i és az 1140-es bánjászi hadműveletekben is. A pátriárka mellett a király Anzelm betlehemi püspökre támaszkodott: a püspök 1135-ben elkísérte az uralkodót Antiochiába, később pedig ő vezette a bizánci császárhoz menő követséget. A király nagylelkű támogatója volt az egyházi intézményeknek: a Szent Sír-templomnak birtokokat juttatott, emellett magában az épületben is jelentős átépítési munkálatok zajlottak. A felújított épület felszentelését a király már nem érte meg, erre 1149. július 15-én került sor.
A kereskedelmet illetően Fulkó király elődje politikáját folytatta: tartotta magát az itáliai kereskedővárosokkal kötött korábbi egyezményekhez, monopóliumot azonban nem adott nekik, és túlzottnak ítélt privilégiumaikat is megpróbálta valamelyest csökkenteni. Az akkoni kikötő bevételeiből a velencei dózsénak járó évi 300 bizánci arany kifizetését például nem teljesítette. 1136-ban marseille-i kereskedőkkel kötött szövetséget: palesztinai telepük fenntartásáért cserébe évi négyszáz bizánci aranyat ígért nekik, amit a jaffai adókból fedezett.
Fulkó jeruzsálemi királyként kiállított oklevelein feltűnik Melisenda királynő, valamint 1138-tól fogva Balduin herceg beleegyezése; az Antiochia régenseként kiadott okmányokon ellenben kizárólag a király és a tanúk aláírása szerepel, a királynőé és fiuké nem. Az okleveleken a király ugyanazt a titulust használta, mint II. Balduin: „rex Jherusalem Latinorum”; Antiochia régenseként pedig a „rector ac baiulus Antiocheni principatus filieque Boamundi iuniorus” és a „baiulus et tutor Antiocheni principatus” megnevezéseket.

### Halála és utódlása
1143 vagy 1144 novemberében a királyi udvar Akkonban időzött. Egy, a város környékére tett kirándulás alkalmával a társaság észrevett egy nyulat. A király és kísérete üldözőbe vette az állatot; az uralkodó lova megbotlott, és levetette magáról lovasát. A királynak betörött a feje; öntudatlan állapotban szállították vissza a várba, ahol több napig feküdt eszméletlenül, mielőtt meghalt. A legtöbbször hivatkozott változat szerint Fulkó jeruzsálemi király 1143. november 10-én hunyt el, de halálozásának dátuma kérdéses: november 10. mellett november 13. is feltűnik a krónikákban; és az 1143-as évszám sem bizonyos. Türoszi Vilmos 1142. november 10-ét adja meg Fulkó jeruzsálemi király halála napjaként, ez az évszám azonban a jeruzsálemi királyok kronológiájának és uralkodási időtartamának ismeretében tarthatatlan; az 1143. és az 1144. esztendő jöhet szóba a király halálozási éveként.
Fulkó jeruzsálemi királyt elődjei mellé, a jeruzsálemi Szent Sír-templomban temették el.
Anjoubeli uralmára a történetírók virágkorként tekintettek, kiemelve, hogy grófként templomokat építtetett és felkarolta a szegényeket, elnyomottakat. Bár a történészek olykor „céltalannak” tartották ama politikáját, hogy a lázadó bárókat váraikat megostromolva térdre kényszerítette, majd mégis meghagyta őket apai örökségükben, V. Fulkó ezzel a gyakorlattal szerzett érvényt grófi mivoltából fakadó törvénykező hatalmának és érte el, hogy a bárók ne kérdőjelezzék meg azt. A Maine grófnőjével kötött házasság révén Maine is Anjou uralom alá került, noha V. Fulkó szándékosan nem olvasztotta egybe a két országot. Jeruzsálemi uralkodása alatt egyszerre kellett szembenéznie az északi keresztes államok függetlenedési törekvéseivel, Zangi moszuli uralkodó terjeszkedésével és a bizánci császár Antiochiára támasztott igényével; ezen problémákra a király nem talált tartós megoldást, halála után újból felmerültek. A keresztény történetírás Fulkó király uralkodására teszi a Jeruzsálemi Királyság csúcspontját; viszont arab oldalon például a damaszkuszi Ibn al-Kalániszi az uralkodó személyéhez köti a királyság belső nehézségeit: „al-Kund Ajdzsúr [vagy Andzsúr, azaz Anjou grófja] nem hozott jó döntéseket és a kormányzásban sem volt sikeres, így [II.] Balduin elvesztésével [a frankok] között zűrzavar és viszálykodás ütötte fel a fejét.”
Halála után Melisenda királynő megtartotta pozícióját a királyság élén, de a házaspár elsőszülött fia, a kiskorú III. Balduin édesanyja társuralkodójaként követte apját a jeruzsálemi trónon.

## Galéria

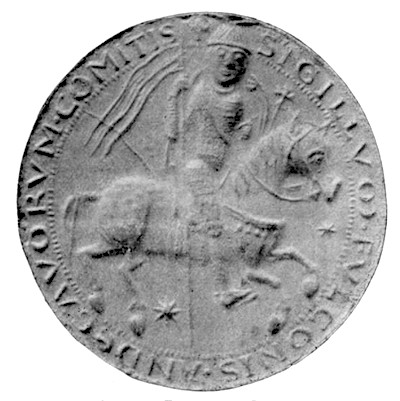
V. Fulkó anjoui gróf pecsétje…
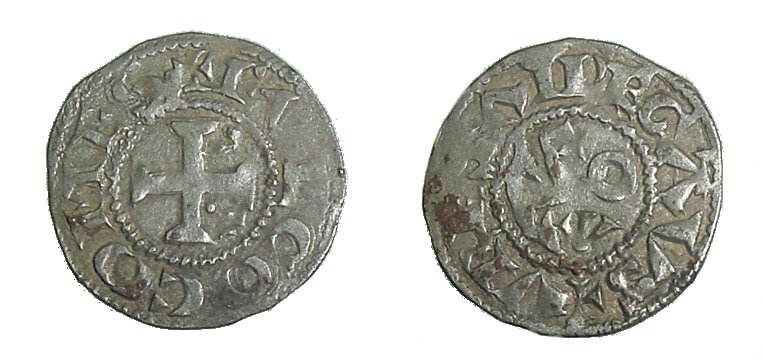
és ezüstdenariusa
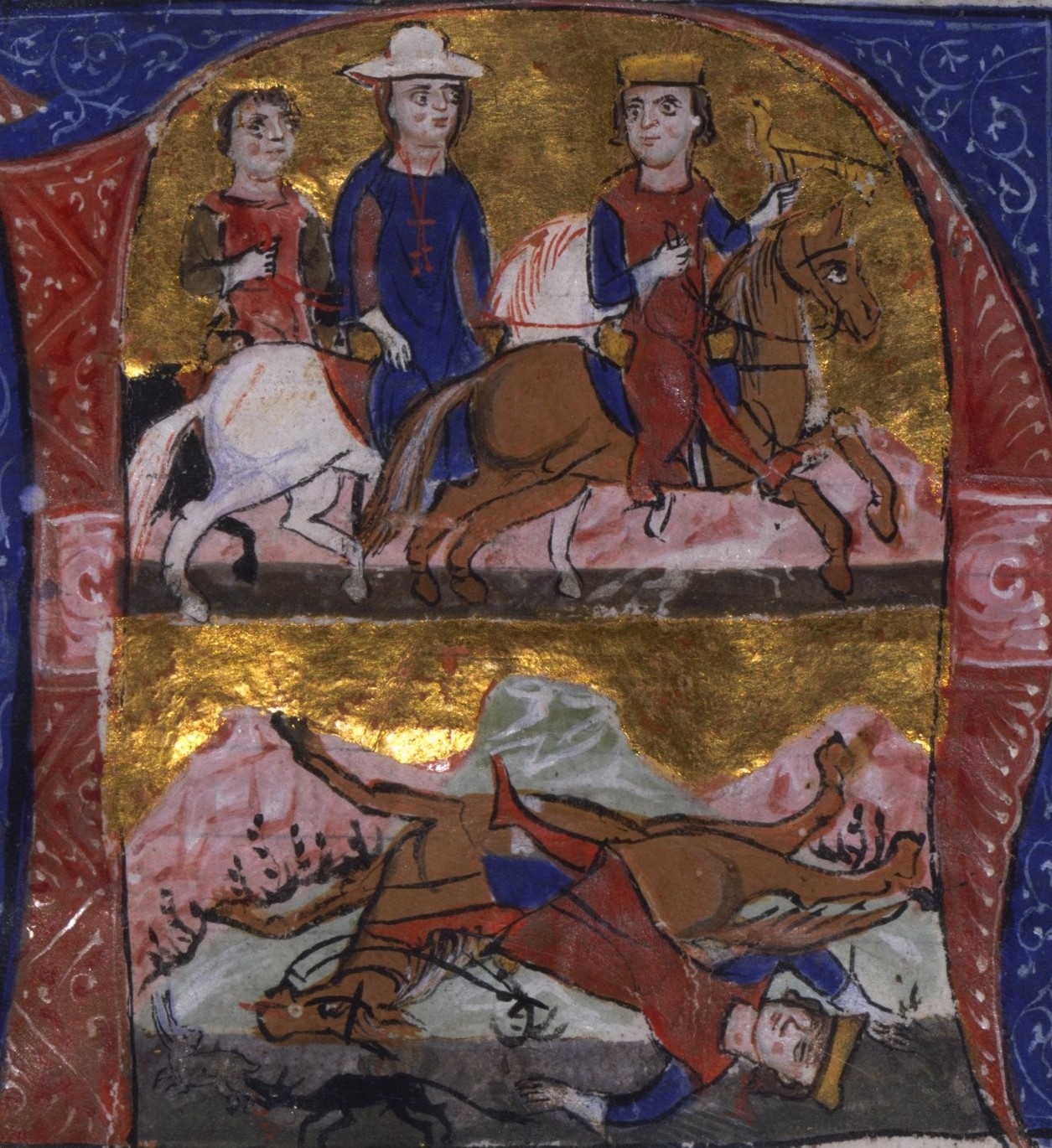
Fulkó király halála
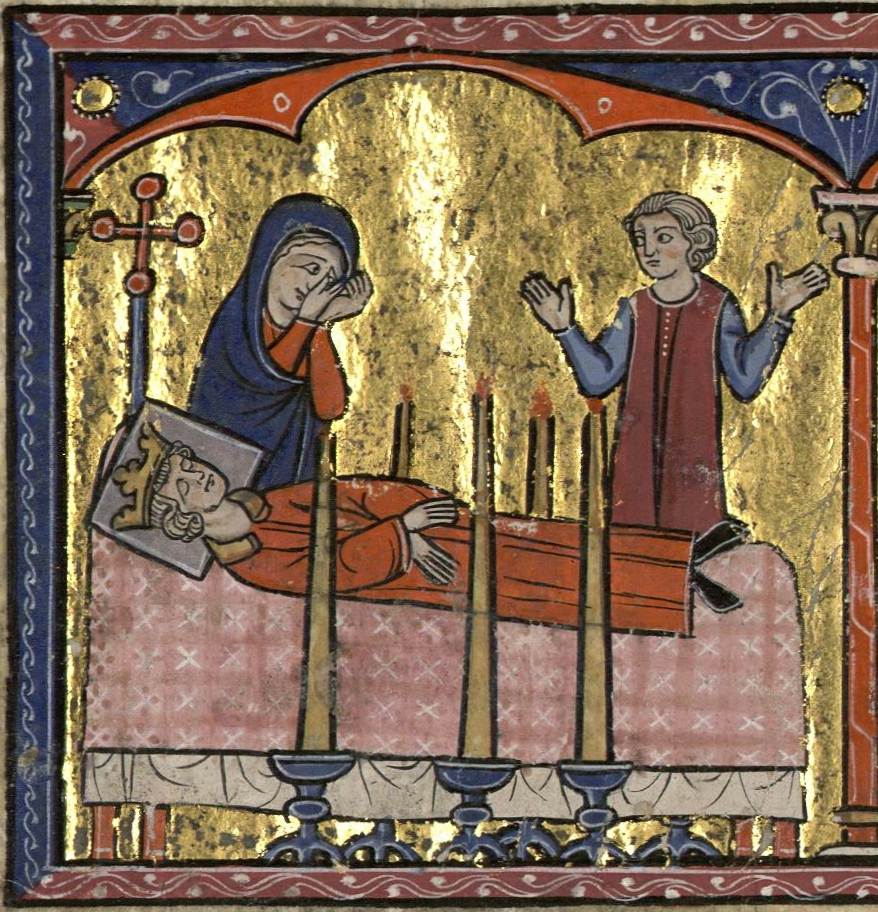
Melisenda királynő gyásza
Fulkó király temetése